# Deváté srdce
Deváté srdce (en txec el nové cor) és una pel·lícula de terror de contes de fades de fantasia fosca txecoslovaca del 1979 dirigida per Juraj Herz. La pel·lícula fou protagonitzada per Josef Kemr.

## Sinopsi
L'estudiant errant Martin s'assabenta de la princesa Adriana, que pateix una malaltia estranya: està sota el poder del bruixot Aldobranidini, està absent d'esperit durant el dia i va a un lloc desconegut a la nit. Martin decideix alliberar la princesa de l'encanteri. Aldobrandini prepara pocions de nou cors humans.

## Repartiment
- Ondřej Pavelka com a Estudiant Martin
- Anna Maľová com a titellaire Tončka
- Julie Jurištová com a princesa Adriena
- Josef Kemr com a director, el pare de Tončka
- Juraj Kukura com el comte Aldobrandini, astròleg
- František Filipovský com a bufó